# Patrick Staudacher
Patrick Staudacher, född 29 april 1980 i Sterzing, Italien, är en italiensk alpin skidåkare
Patrick vann högst oväntat guld i Super G vid VM i Åre 2007

## Meriter

### VM
- 2007 guld i Super G